# Llimona dolça

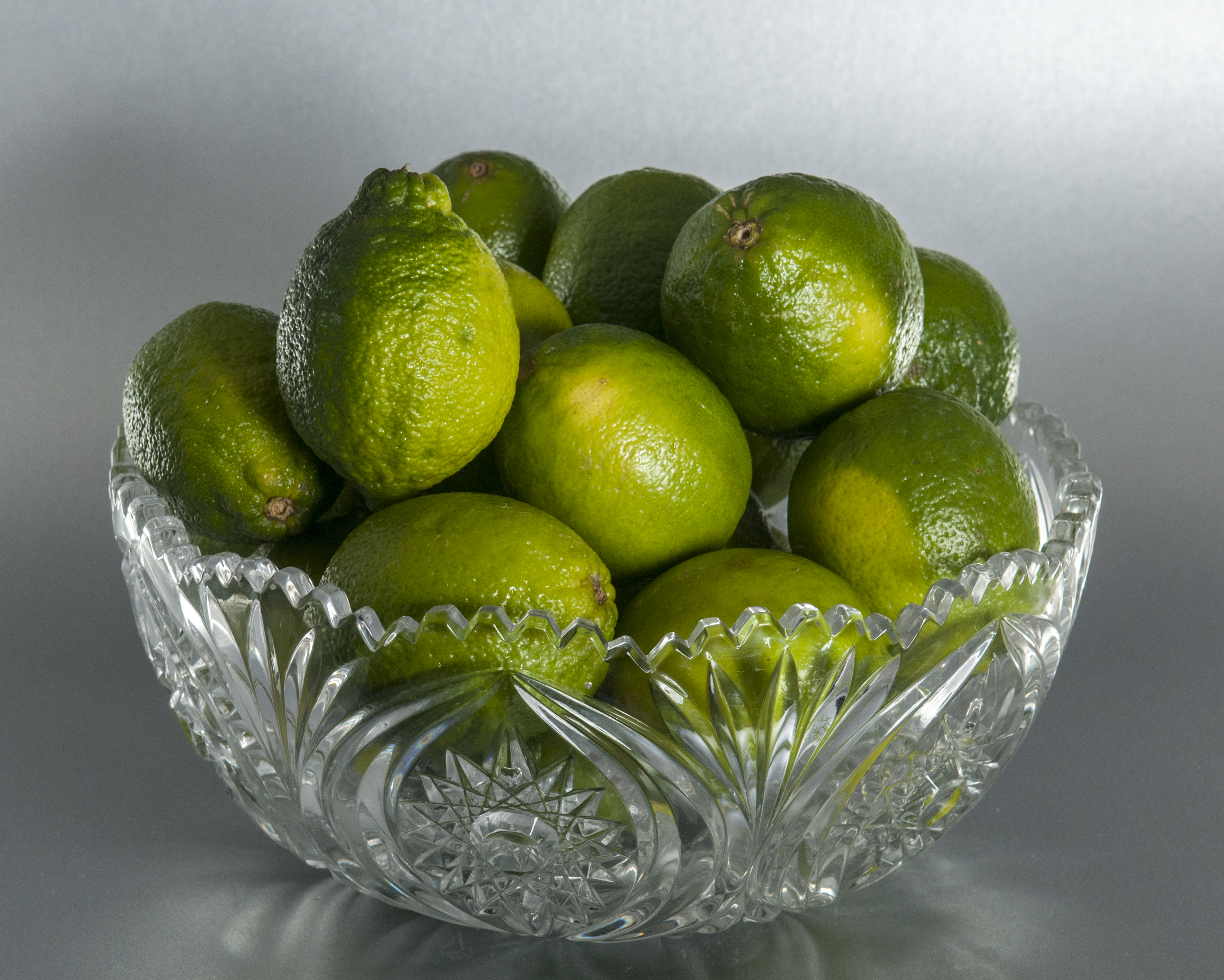

Les llimones dolces, llimes dolces o llimes tropicals són un gran nombre de diferents cítrics, híbrids i varietats de conreu que normalment són de forma arrodonida, verds o grocs amb un diàmetre de 3 fins a 6 cm que estan relacionats amb la llimona.
A vegades, s'anomenen simplement llimes, però això pot confondre perquè, en alguns parlars, llima és sinònim de la llimona comuna.
Les llimones dolces més freqüents en el comerç són les petites i grogues híbrides (Citrus × aurantifolia) o les més grans (llimona dolça de Pèrsia) que són també un híbrid (Citrus × latifolia).
Altres llimones dolces són Citrus × limonia, Citrus hystrix, i diverses espècies d'Austràlia: Melicoccus bijugatus, Adelia ricinella, Citrus limetta), Citrus limettioides), i Citrofortunella mitis.

## Descripció
Les plantes de llimona dolça són arbusts o petits arbres de fins a 3-6 m d'alt. El tronc rarament és recte i tenen moltes branques. Les fulles són de forma ovalada de 4 a 12 cm de llarg i 2-3 cm d'ample, similars a altres cítrics. Les flors fan d'1 a 3 cm de diàmetre i apareixen durant tot l'any però més abundants de finals de primavera a finals d'estiu.
El suc de la llima dolça es fa servir en nombroses begudes alcohòliques o còctels, com el mojito, i es van fer servir en la marina britànica per a prevenir l'escorbut, malgrat que no sabien que era per l'alt contingut de vitamina C.